# Rotacizáló mássalhangzók
A nyelvpergetős (rotacizáló) mássalhangzók, avagy R-szerű hangok, a nem oldalréshangként képzett folyékony mássalhangzók (non-lateláris likvidák). E hangzóosztályt nehéz hangtanilag jellemezni, bár a legtöbbjük osztozik bizonyos akusztikus sajátosságokban - leginkább a hangspektrumuk alacsony (jóval 2000 Hz alatti rezgésű) harmadik formánsában. A pergőhangokat jellemző első formáns 500 Hz körül, a második formáns pedig 1400 Hz táján jelentkezik. Összehasonlításképpen a nyelvoldali folyékony l hang 1500 Hz körüli extra formánssal rendelkezik, az orrhangok (nazálisok) ráadás formánsa 2500 Hz körüli. Azonban az "R-szerűség" eléggé megfoghatatlan tulajdonság, igen hasonló rotacizáló hangokat egyes rendszerekben réshangokként, félhangzókként vagy akár zárhangokként azonosíthatják.
A rotacizáló hangok átírása általában /r/ jellel valósul meg, kivéve, ha az adott nyelvben többféle nyelvpergetős hangzó szerepel. Az IPA által felkínált jelöléseket szokás használni, ha ki kell emelni a hangtani különbségeket: például a feje tetejére állított r-rel [ɹ] jelölhetjük a fogmedri közelítőhangot, kiskapitális R-rel [ʀ] a nyelvcsapi pergőhangot, és fejjel lefelé fordított kiskapitális R-rel [ʁ] a zöngés uvuláris frikatívát.
A világ nyelveiben előforduló nyelvpergetős hangzók a következők:
- Pergőhangok (tremuláns, trilláris, többperdületű v. pergetett R): A kiáramló levegőt többször megszakítja az egyik beszédképző szerv (általában a nyelvhegy vagy a nyelvcsap) rezgetése, zárva és nyitva a levegő útját. Ha a trillárist a felső fogínyhez nyomott nyelv hegyével képezzük nyelvhegyi (apikális) fogmedri (alveoláris) pergőhangnak nevezzük; e hangzó IPA jele: [r]. Ha a nyelvhát nyelvcsaphoz szorításával képezzük, nyelvcsapi (uvuláris) pergőhangról beszélünk; ennek IPA jele [ʀ]. Az ajak-ajakhangi pergőhangot (bilabiális tremuláns) nem tekintik rotacizálónak.

Számos nyelv használ pergőhangokat, például az orosz, olasz, spanyol, görög, magyar. Az angol nyelv r-je nem ilyen, de például a skótok sajátos [r] pergőhangja jól ismert. A németeknél a közszereplők a tiszta érthetőség kedvéért fogmedri pergőhangot használnak. A trillárisok ritka fajtái a cseh ř [r̭] (pergetett réshang, trilláris frikatíva) és a walesi rh [r̥] (zöngétlen pergőhang).
- Érintőhangok (tap) vagy legyintőhangok (flap): A pergőhangokhoz hasonlóan képezik őket, ám a kiáramló levegőt csupán egyetlen rövidke megszakítás szakítja meg. Ezek ejtése igen közel áll, így számos nyelvész nem is különbözteti meg őket. Számos nyelvben (például a magyarban) egyperdületű tremulánsokként szerepelnek, különösen a gyors beszédben. Azonban például a spanyolban az érintőhangok a pergőhangok kontrasztot alkotnak, például a pero /ˈpeɾo/ ("de") és perro /ˈpero/ ("kutya") kifejezésekben. Egyes angol nyelvterületeken (pl. amerikai, ausztrál) a legyintőhangok nem rotacizáló hangokként szerepelnek, hanem nyelvhegyi zárhangok realizációi (/t/ illetve /d/, a rider illetve butter szavakban). E hangzó IPA jele: [ɾ].
- Fogmedri vagy visszahajló nyelvvel ejtett közelítőhang (alveoláris vagy retroflex approximáns): A nyelv elülső része megközelíti a felső fogínyt, illetve a nyelvhegy hátrahajlik a szájpadlás legfelső része felé ("retroflexió"). Súrlódást legfeljebb alig hallani, pillanatnyi zár sem alakul ki. Az alveoláris approximáns IPA jele [ɹ], a retroflex approximánsé pedig [ɻ]. Apróbb kivételektől eltekintve ilyen a legtöbb angol nyelvjárás r-hangja. Bizonyos angol tájnyelvekben megkülönböztetik a kerekítetlen retroflex approximánst és az angolszász kerekített változatát, ahol a kerekítetlen változat ortografikus jele r, a kerekített változaté pedig általában wr (e nyelvjárásokban tehát különbözőképp ejtik például a right és write szavakat). Retroflex approximáns továbbá a tamil és malajálam dél-indiai nyelvek átírásban /l/-lel jelölt hangja is (pl. tamil [t̪ɐmɨɻ]).
- Nyelvcsapi vagy ínyvitorlai közelítőhang ill. réshang (uvuláris vagy veláris approximáns ill. frikatíva): A nyelvhát a lágy szájpadláshoz (ínyvitorla, velum) vagy a nyelvcsaphoz (uvula) közelít. A franciák, németek és dánok standard /r/ hangja ilyen rotacizáló hang. Réshangként gyakran durván, reszelősen ejtik. Magában foglalja a nyelvcsapi réshangot (zöngés uvuláris frikatíva, zöngétlen uvuláris frikatíva), ínyvitorlai réshangot (zöngés veláris frikatíva, zöngétlen veláris frikatíva), és az ínyvitorlai közelítőhangot (veláris approximáns). Észak-Angliában egyes régi tájnyelvekben alkalmaztak zöngés veláris frikatívát, amit burr-nak neveztek. Dél-Angliában a veláris közelítőhangot egyfajta arisztokratikus raccsolásnak tekintik, bár egyéb, országon belüli dialektusokban nem jelenik meg.

A nyelvpergetős hangzók képzésének helyét és módját, akusztikus jellemzőiket illető különbségek több nyelvészt sarkalltak arra, hogy kiderítsék, milyen közös tulajdonság égisze alatt csoportosíthatják az R-hangokat - egyáltalán van-e ilyen tulajdonság. Az egyik javaslat szerint mindegyik rotacizáló hang osztozik valamely tulajdonságon a társaival, de ez a közös pont R-hangonként más és más; így inkább rokonoknak tekinthetőek, mintsem szigorú értelemben vett közös tulajdonságú csoportnak - ún. családi hasonlóság köti őket össze. Egy másik felvetés a rotacizáló hangokat szonoritáshierarchián megfigyelhető viselkedésük szerint csoportosítaná, vagyis az olyan hangok tekinthetőek rotacizáló hangzónak, amelyek zengősebbek, mint laterális mássalhangzók, de kevésbé zengősek, mint a magánhangzók. Rendkívüli változatosságuk miatt népszerű témaként szolgálnak a szociolingvisztikai kutatások terén.